# Валентик, Дмитрий Данилович
Дмитрий Данилович Валентик (1907—1969) — полковник Советской Армии, участник советско-финской, Великой Отечественной и советско-японской войн, Герой Советского Союза (1940).

## Биография
Дмитрий Валентик родился 23 февраля 1907 года в деревне Райково (ныне — Полоцкий район Витебской области Белоруссии) в семье крестьянина. Окончил три класса школы, затем подготовительные курсы рабфака, работал в родной деревне. В 1929 году был призван на службу в Рабоче-крестьянскую Красную Армию. В 1930 году Валентик вступил в ВКП(б). В 1931 году он окончил Оренбургскую авиашколу, в 1936 году — курсы командиров звеньев при Борисоглебской авиашколе лётчиков. Принимал участие в советско-финской войне в должности командира 3-й скоростной бомбардировочной эскадрильи 5-го отдельного скоростного бомбардировочного авиаполка военно-воздушных сил 14-й армии.
За время боевых действий против финских войск Валентик совершил 26 успешных боевых вылетов с аэродрома Ваенга на Кольском полуострове. Командовал действиями своей эскадрильи в трёх воздушных боях, в ходе которых она сбила 5 финских истребителей, потеряв при этом 2 своих самолёта.
Указом Президиума Верховного Совета СССР от 7 мая 1940 года за «образцовое выполнение боевых заданий командования на фронте борьбы с финской белогвардейщиной и проявленные при этом отвагу и геройство» капитан Дмитрий Валентик был удостоен высокого звания Героя Советского Союза с вручением ордена Ленина и медали «Золотая Звезда» за номером 453.
С 1941 года — на фронтах Великой Отечественной войны. С августа 1942 по декабрь 1944 года подполковник Дмитрий Валентик командовал 284-м ближнебомбардировочным авиаполком (с октября 1943 года — 135-й гвардейский бомбардировочный). За время войны он совершил 115 успешных боевых вылетов на бомбардировщике «Пе-2». Принимал участие в боях на Юго-Западном, Сталинградском, 4-м Украинском, 3-м Белорусском фронтах. Участвовал в Сталинградской битве, освобождении Донбасса и северного побережья Чёрного моря. В качестве помощника генерального инспектора по бомбардировочной авиации инспекции ВВС Красной Армии принимал участие в советско-японской войне. В послевоенное время Валентик продолжил службу в Советской Армии, окончил курсы усовершенствования офицерского состава, служил в Белорусском и Приволжском военных округах. В 1955 году в звании полковника Валентик был уволен в запас. 
Проживал и работал в городе Речица Гомельской области.
Умер 30 марта 1969 года. Похоронен в Речице на Старорусском кладбище.

## Награды и звания
- Герой Советского Союза (1940).
- Три Ордена Ленина
- Медаль «Золотая Звезда»
- Три Ордена Красного Знамени
- Орден Суворова III степени
- Орден Александра Невского
- Орден Отечественной войны I степени
- Орден Красной Звезды
- Ряд медалей[1].

## Память
- Имя Д. Д. Валентика носит одна из улиц в Речице[2].
- Экспозиция в Речицком краеведческом музее. В фондах музея хранятся кортик Героя, а также фотографии, документы, награды и личные вещи.
- Имя Д. Д. Валентика на Аллее Героев в парке Победы и мемориальной доске в Речице[3].